# Megaceropsis lecourti
Megaceropsis lecourti är en skalbaggsart som beskrevs av Roger Paul Dechambre 1996. Megaceropsis lecourti ingår i släktet Megaceropsis och familjen Dynastidae. Inga underarter finns listade i Catalogue of Life.